# Raimondo D'Inzeo
Raimondo d'Inzeo (né le 2 février 1925 à Poggio Mirteto dans la province de Rieti, dans le Latium et mort le 15 novembre 2013 à Rome) est un cavalier international italien de saut d'obstacles de la fin des années 1940 jusqu'aux années 1970.
Il fut champion olympique en 1960 à Rome et double champion du monde en 1956 et 1960. Avec son frère Piero d'Inzeo, ils furent les premiers sportifs à avoir participé à huit Jeux olympiques, de 1948 à 1976. Il atteint le sommet de sa carrière en 1960, à Rome, lorsqu'il remporte la médaille d'or. Il était le porte-drapeau de l'Italie en 1968.
En tant qu'officier des Carabiniers à cheval, il était toujours vêtu d'un uniforme lors des compétitions.

## Hommage
Le 7 mai 2015, en présence du président du Comité national olympique italien (CONI), Giovanni Malagò, a été inauguré  le Walk of Fame du sport italien dans le parc olympique du Foro Italico de Rome, le long de Viale delle Olimpiadi. 100 tuiles rapportent chronologiquement les noms des athlètes les plus représentatifs de l'histoire du sport italien. Sur chaque tuile figure le nom du sportif, le sport dans lequel il s'est distingué et le symbole du CONI. L'une de ces tuiles lui est dédiée .

## Palmarès
Jeux olympiques
- 1956 Stockholm : médaille d'argent par équipe et médaille d'argent individuelle sur Merano
- 1960 Rome : médaille de bronze par équipe et médaille d'or individuelle sur Posillipo
- 1964 Tokyo : médaille de bronze par équipe sur Posillipo
- 1972 Munich : médaille de bronze par équipe sur Fiorello II

Championnats du monde
- 1955 Aix-la-Chapelle : médaille d'argent par équipe sur Merano
- 1956 Aix-la-Chapelle : médaille d'or par équipe sur Merano
- 1960 Venise : médaille d'or par équipe sur Gowran Girl
- 1966 Buenos Aires : médaille de bronze par équipe sur Bowjak

Grand prix international
- 1956 Rome sur Merano
- 1957 Rome sur Merano
- 1963 Aix-la-Chapelle[3] sur Posilipo
- 1968 Amsterdam[4] sur Bellevue
- 1969 Dublin sur Bellevue
- 1971 Rome sur Fiorello
- 1974 Rome sur Gone Away
- 1975 Dublin sur Bellevue